# 겨울 잠행
《겨울 잠행》은 1987년 2월 1일에 MBC TV에서 방영된 베스트셀러극장이다.

## 줄거리
출감한 후 거리를 헤매던 청년 무애(박은수)는 과거 그를 담당했던 전직 형사 창대(국정환)와의 인연으로 그가 운영하는 목욕탕에서 카운터 겸 때밀이로 일하게 된다. 무애는 일자리를 얻기 위해 목욕탕을 찾아온 청년 영상(이원용), 호텔 웨이터로 일하다가 해고된 영재(김광배), 갈 곳 없는 소년 '그냥'(신혜수)과 만나 함께 살면서 겨울을 나게 되는데...

## 출연
- 박은수
- 이원용
- 신혜수
- 김광배
- 국정환
- 김혜옥
- 정진
- 정한헌
- 김혜정
- 김호영
- 박용팔
- 윤철형
- 이경호
- 이정훈
- 정명환
- 최재호